# Hordeum murinum
Hordeum murinum, comummente conhecida como cevada-dos-ratos (também grafada cevada-de-rato), é uma espécie de planta com flor, pertencente à família das Poáceas e ao tipo fisionómico dos terófitos.
A autoridade científica da espécie é L., tendo sido publicada em Species Plantarum 1: 85. 1753.

## Nomes comuns
Além de ser conhecida como «cevada-dos-ratos», dá ainda pelos seguintes nomes comuns: erva-de-espiga, erva-molar (não confundir com as espécies Holcus mollis e Holcus lanatus, que consigo partilham este nome), rengo e cevada-das-lebres.

### Etimologia
Quanto ao nome científico desta espécie:
- O nome genérico, Hordeum, provém do latim, hordĕum, e significa «cevada».[6]
- O epíteto específico, murinum, também provém do latim, tratando-se de uma declinação do étimo, mūrīnus, e significa «da cor do rato; cinzento como rato».[7]

## Descrição
É uma planta anual, que remata em tufos densos. Tem um caule glabro e cilíndrico, com entrenós salientes, a que se chama colmo. Os colmos da cevada-dos-ratos podem chegar até aos 70 centímetros de altura, têm um feitio que pode variar entre o vertical-erecto ou o ligeiramente arqueado, em forma de joelho. 
A prefoliação é enrolada, ao passo que as folhas propriamente ditas são tendencialmente glabras, apresentam uma coloração que se matiza em tons verde-amarelados, com uma textura áspera junto às margens.  As folhas pautam-se ainda pelas estreitas aurículas, que são amplexicaules e visíveis desde a primeira folha, estando dotadas de uma lígula membranácea e curta.
A inflorescência da cevada-dos-ratos é uma espiga densa, que pode chegar até aos 12 centímetros de comprimento, tem um formato oblongo e conta com uma ráquis articulada. A floração ocorre de abril a Junho.
Quanto às espiguetas, estas dispõem de flores, que se encontram reunidas em grupos de três, sendo que a flor a central é hermafrodita e pedicelada, caracterizando-se ainda pelas glumas ciliadas. As flores laterais são masculinas ou estéreis, pautando-se por terem a gluma superior ciliada e a inferior setiforme.
O fruto desta planta é uma cariopse, cujo formato alterna entre o oblongo e o cilíndrico-oblongado, sendo que o mesmo adere às glumelas.

## Distribuição
Trata-se de uma espécie presente em grande parte do continente europeu, com exclusão das regiões mais a Nordeste, tendo sido introduzida na América do Norte e na Austrália.

### Portugal
Trata-se de uma espécie presente no território português, nomeadamente os seguintes táxones infraespecíficos:
- Hordeum murinum subsp. glaucum - presente no Arquipélago da Madeira. Em termos de naturalidade é nativa da região atrás referida. Não se encontra protegida por legislação portuguesa ou da Comunidade Europeia.
- Hordeum murinum subsp. leporinum - presente em Portugal Continental, no Arquipélago dos Açores e no Arquipélago da Madeira. Em termos de naturalidade é nativa de Portugal Continental e do Arquipélago da Madeira e introduzida no Arquipélago dos Açores. Não se encontra protegida por legislação portuguesa ou da Comunidade Europeia.[11]
- Hordeum murinum subsp. murinum - presente em Portugal Continental. Em termos de naturalidade é nativa da região atrás referida. Não se encontra protegida por legislação portuguesa ou da Comunidade Europeia.[12]

### Ecologia
Trata-se de uma espécie ruderal e rupícola, capaz de medrar em terrenos áridos, ermos sáfaros e nas orlas de caminhos.